# Samoloty (singel Dawida Podsiadły i Kaśki Sochackiej)
Samoloty – pierwszy singel polskich piosenkarzy Dawida Podsiadły i Kaśki Sochackiej z ich minialbumu, zatytułowanego Tylko haj. Singel został wydany 23 maja 2025.
Kompozycja znalazła się na 2. miejscu listy OLiA, najczęściej odtwarzanych utworów w polskich rozgłośniach radiowych.

## Geneza utworu i historia wydania
Utwór napisali i skomponowali Dawid Podsiadło, Katarzyna Sochacka-Kasznia i Tobias Kuhn, który również odpowiada za produkcję utworu.
Singel ukazał się w formacie digital download 23 maja 2025 w Polsce za pośrednictwem wytwórni płytowej Pur Pur w dystrybucji Sony Music Entertainment Poland. Piosenka została umieszczona na ich minialbumie – Tylko haj.

## „Samoloty” w stacjach radiowych
Nagranie było notowane na 2. miejscu w zestawieniu OLiA, najczęściej odtwarzanych utworów w polskich rozgłośniach radiowych.

## Lista utworów
- Digital download[2]

1. „Samoloty” – 4:04
2. „Nadprzestrzenie” – 4:33

## Notowania

### Pozycje na listach sprzedaży
| Kraj   | Lista (2025)             | Najwyższa pozycja |
| ------ | ------------------------ | ----------------- |
| Polska | Billboard Poland Songs   | 4                 |
| Polska | OLiS – single w streamie | 7                 |

### Pozycja na liście airplay
| Kraj   | Lista (2025)                   | Najwyższa pozycja |
| ------ | ------------------------------ | ----------------- |
| Polska | OLiS – oficjalna lista airplay | 2                 |